# マウリシオ・イスラ
マウリシオ・アニバル・イスラ・イスラ（Mauricio Aníbal Isla Isla, 1988年6月12日 - ）は、チリ・ブイン出身のサッカー選手。ポジションはMF、DF。ウニベルシダ・カトリカ所属。サッカーチリ代表。複数のポジションをこなすユーティリティープレーヤーであり、中盤のみならずウイング、サイドバックもこなす。

## 経歴

### クラブ
チリのウニベルシダ・カトリカのユース出身。2007年よりイタリアのウディネーゼ・カルチョに所属。ウディネーゼでは2010-11シーズンの4位、2011-12シーズンの3位とCL出場権に入る好成績に貢献した。
2011-12シーズン後、同僚のクワドォー・アサモアとともにユヴェントスFCに移籍決定。しかし、2011-12シーズンに負った負傷の影響から不振で、リーグ戦は11試合の出場に終わった。
2014年8月6日、出場機会を求めてクイーンズ・パーク・レンジャーズFCへレンタル移籍。
2015年8月31日、ユヴェントスからパオロ・デ・チェリエと共にオリンピック・マルセイユへ買取オプション付きのレンタル移籍。23試合に出場し2得点を挙げる活躍を見せたが、クラブの財政的な理由により買取オプションは行使されなかった。
2016年8月11日、カリアリ・カルチョへ3年契約で完全移籍を果たした。移籍金は400万ユーロ。
2017年7月21日、フェネルバフチェSKへ3年契約で移籍した。
2020年8月19日、CRフラメンゴへ2年半契約で移籍した。

### 代表
2007 FIFA U-20ワールドカップではチリ代表のキャプテンを務め、アレクシス・サンチェスらと共にチームを同大会3位に導いた。2007年9月には新たに監督に就任したマルセロ・ビエルサによりA代表にも招集され、スイスとの親善試合で初出場を果たした。2010 FIFAワールドカップでは右サイドバックのレギュラーとして全4試合に先発出場し、チリのベスト16入りに貢献した。2010年9月7日のウクライナとの親善試合で代表初得点を記録。

## 代表歴

### 出場大会
- チリ代表
  - 2010 FIFAワールドカップ
  - 2014 FIFAワールドカップ

### 試合数
- 国際Aマッチ 144試合 5得点（2007年-）[7]

| チリ代表 | 国際Aマッチ | 国際Aマッチ |
| 年       | 出場        | 得点        |
| -------- | ----------- | ----------- |
| 2007     | 1           | 0           |
| 2008     | 2           | 0           |
| 2009     | 7           | 0           |
| 2010     | 8           | 1           |
| 2011     | 13          | 1           |
| 2012     | 3           | 0           |
| 2013     | 10          | 0           |
| 2014     | 13          | 0           |
| 2015     | 14          | 1           |
| 2016     | 14          | 0           |
| 2017     | 14          | 1           |
| 2018     | 6           | 0           |
| 2019     | 10          | 0           |
| 2020     | 3           | 0           |
| 2021     | 14          | 1           |
| 2022     | 4           | 0           |
| 2023     | 0           | 0           |
| 2024     | 8           | 0           |
| 通算     | 144         | 5           |

## タイトル

### クラブ
ユヴェントスFC
- セリエA ： 2回 (2012-13, 2013-14)
- スーペルコッパ・イタリアーナ ： 2回 (2012, 2013)

CRフラメンゴ
- カンピオナート・ブラジレイロ・セリエA ： 1回 (2020)
- スーペルコパ・ド・ブラジル ： 1回 (2021)
- カンピオナート・カリオカ ： 1回 (2021)

### 代表
チリ代表
- コパ・アメリカ：2回 (2015、2016)
- コパ・アメリカベストイレブン : 2021